# Maffiolo da Cazzano
Maffiolo da Cazzano (Cazzano Sant'Andrea, ...) è un pittore italiano attivo principalmente nella bergamasca.

## Biografia
Nulla si conosce di questo pittore né vi sono notizie sulla sua bottega, ma sono molti gli affreschi sparsi nelle piccole chiese della bergamasca riconducibili al medesimo artista. In particolare la firma e la data presenti sopra l'immagine di san Bernardino posta sotto un sottarco della chiesa dell'Addolorata di Mornico al Serio: Maffiolo 1477, sarebbero la fonte primaria della presenza di questo artista in ambito bergamasco.
La sua esistenza è stata anche messa in dubbio e le sue opere assegnate alla bottega dei Marinoni di Desenzano al Serio, vi è infatti certezza che un certo Maffiolo non fosse l'artista ma il committente di alcune opere. Anche questa teoria però non riesce a trovare conferme. Lo storico Elia Fornoni aveva identificato le pitture dell'artista ma lo aveva considerato di scuola milanese proveniente da Cassano d'Adda. Malgrado il suo errore fu certamente il primo a indicare la presenza dell'artista creandone un profilo storico-artistico.
La sua pittura è sempre a carattere devozionale, con una forte concezione narrativa miniaturistica e con ricchezza di scene. Principalmente si considerò che avesse affrescato solo le volte delle chiese, per poi riuscire a riportare alla sua arte anche gli affreschi presenti su molte parti dei luoghi di culto.
L'atto notarile conservato nell'archivio parrocchiale di Gandino datato 1514, riportante il nome di un Maffiolo da Cazzano, non è certo riferibile all'artista, ma a un mercante che aveva commissionato alcuni lavori, che furono poi realizzati da Giovanni Marinoni e dalla sua bottega. Probabilmente tutte le sue opere sono state realizzate del Quattrocento.

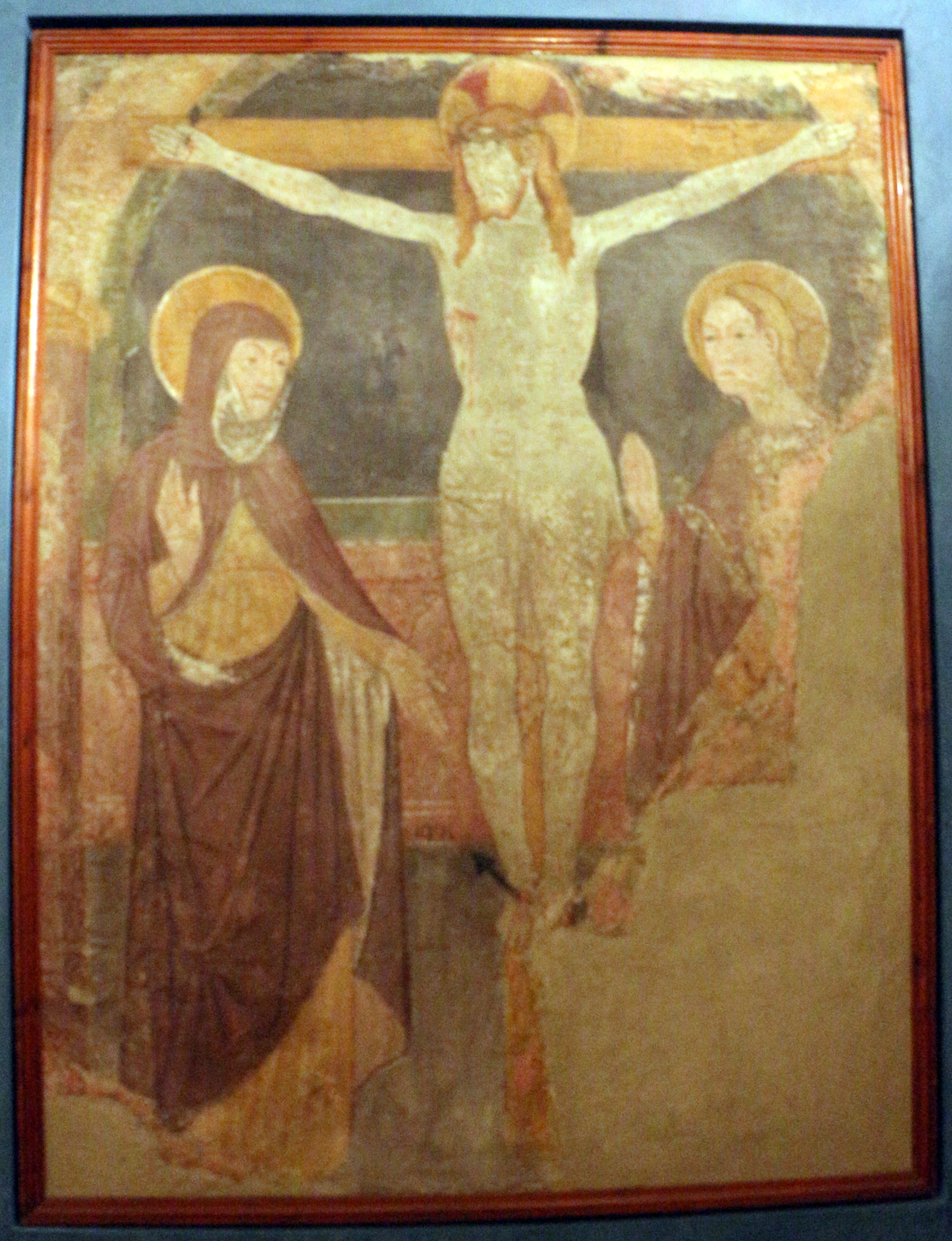
Crocifisso del 1495 conservato nel Museo Bernareggi di Bergamo

## Opere
Di seguito un elenco di alcune opere a lui riconducibili, anche se molte sono state probabilmente rovinate o collocate in proprietà privata.
- Affreschi del presbiterio della chiesa della Beata Vergine Addolorata di Mornico al Serio con la presenza della firma e della data.[3]: le pittura rappresentano l'Annunciazione dell'Angelo a Maria sull'arco trionfale, un Cristo con Maria e Maddalena, mentre sulla volta del presbiterio la raffigurazione di Cristo Pantocratore mentre ai lati i quattro dottori della Chiesa.

- Affreschi presenti nella cappella del Risorto, chiesa del Corpus Domini di Pagliaro frazione di Algua in provincia di Bergamo.[4] Di notevole interesse è il Cristo con 153 raggi nella moltiplicazione della seconda pesca miracolosa, esattamente come riportati da Giotto nella Cappella degli Scrovegni.

- Polittico della Crocifissione, conservato all'interno della chiesa del Corpus Domini era originariamente posto sulla facciata esterna venendo staccato nel 1960.
- Affresco delle sante Lucia e Marta nella chiesa di San Lorenzo della frazione Costa di Costa Serina.